# Charles Crahay
Charles Crahay   (Anvers, 9 de novembre de 1889 - valor desconegut) va ser un tirador d'esgrima belga, especialista en floret, que va competir durant la dècada de 1920 i que participà en tres edicions dels Jocs Olímpics.
El 1920 va prendre part en els Jocs Olímpics d'Anvers, on disputà dues proves del programa d'esgrima. En la competició de floret per equips fou sisè, mentre en la floret individual quedà eliminat en sèries.
Quatre anys més tard, als Jocs de París, disputà les mateixes dues proves del programa d'esgrima. En la competició de floret per equips guanyà la medalla de plata, mentre en la floret individual quedà eliminat en sèries.
La tercera i darrera participació en uns Jocs fou el 1928, a Amsterdam, on fou quart en la prova de floret per equips.